# Alizé Limová
Alizé Limová (13. července 1990 Paříž) je francouzská profesionální tenistka. Má bratra a sestru, její otec pochází z Vietnamu. Upřednostňuje hru na tvrdém povrchu, jejími vzory jsou Martina Hingisová a Anna Kurnikovová. Ve Florianópolis 25. února 2014 dosáhla prvního vítězství na okruhu WTA Tour, když porazila Johannu Larssonovou ze Švédska 7 - 6, 2 - 6 a 6 - 4. Na divokou kartu se zúčastnila French Open 2014, kde prohrála v prvním kole se Serenou Williamsovou 2 - 6, 1 - 6.
Přítelem Alizé Limové je Tony Parker.

## Kariéra
Alize Limová debutovala na grandslamovém turnaji French Open 2011, kde se svou francouzskou partnerkou Victorií Larrièrovou dostaly divokou kartu do hlavní soutěže čtyřhry a v prvním kole prohrály s nasazenými šestkami Bethanií Mattekovou-Sandsovou a Meghann Shaughnessyovou.
Alize Limová debutovala v grandslamové dvouhře na French Open 2014, když obdržela divokou kartu, kde v prvním kole hlavní soutěže prohrála s příležitostnou tréninkovou partnerkou a tehdejší světovou jedničkou Serenou Williamsovou.
Alize Limová spolupracovala s Eurosportem během Australian Open 2022 a uváděla jeho přenosy z této události s Matsem Wilanderem, Timem Henmanem a Johannou Kontaovou.

## Osobní život
Alize Limová byla partnerkou Jérémyho Chardyho. V letech 2013 a 2014 spolu hrály smíšenou čtyřhru na French Open. Od června 2019 byla ve vztahu s Florentem Manaudou.
V březnu 2021, poté, co se o nich začaly šířit zvěsti, Alizé Limová a Tony Parker potvrdili, že tvoří pár.

## Televize
V letech 2017 a 2018 působila jako konzultantka France Télévisions během French Open.
V roce 2019 se zúčastnila charitativní sportovní herní show La Course des Champions na stanici France 2.
V roce 2021 uváděla krátký pořad L'Onde musicale, který se vysílal na stanici France 2.

## Tituly na okruhu ITF

### Dvouhra
- 11. ledna 2010 Le Gosier
- 27. července 2010 Tampere
- 11. července 2015 Turín

### Čtyřhra
- 11. ledna 2010 Le Gosier, partnerka Malou Ejdesgaardová (Dánsko)
- 24. srpna 2010 Wanfercée-Baulet, partnerka Diana Enacheová (Rumunsko)
- 19. března 2013 Innisbrook, partnerka Ashleigh Bartyová (Austrálie)
- 1. září 2014 Barnstaple, partnerka Carina Witthöftová (Německo)
- 20. října 2014 Perth, partnerka Veronika Kapšajová (Ukrajina)
- 7. února 2016 Grenoble, partnerka Manon Arcangioliová (Francie)